# 서화중학교
서화중학교(瑞和中學校)는 대한민국 강원특별자치도 인제군 서화면 천도리에 있는 공립 중학교이다.

## 학교 연혁
- 1971년 1월 4일 : 서화중학교 6학급 설립 인가
- 1971년 3월 5일 : 초대 민병설 교장 부임
- 1971년 4월 10일 : 개교 및 준공식
- 2019년 1월 4일 : 제46회 졸업식(총 2,858명 졸업)
- 2024년 3월 1일 : 제26대 한옥란 교장 부임

## 참고 자료
- 서화중학교 - 한국교육학술정보원 학교알리미